# Praia de Itapema (Santo Amaro)
Oferenda para Iemanjá sendo levada na praia de Itapema.
A praia de Itapema é uma praia brasileira localizada no município de Santo Amaro. Seu nome tem origem indígena e significa "pedra angular". A praia é dotada de águas mansas e propícias aos esportes náuticos. O acesso se faz pela rodovia BR-420 em direção a cidade de Cachoeira. Dobrando à esquerda no entrocamento para o município de Saubara e percorrendo 16 quilômetros, chega-se à Itapema, localizada entre manguezais. A praia de Itapema está situada próxima a um vilarejo, com destaque para diversas ilhotas do local e bicas de água doce. Com cerca de quatro quilômetros de extensão, apresenta mar calmo, areia amarelada e coqueiros.
No dia 16 de Maio, na Praia de Itapema, é feita pela manhã a oferenda para Iemanjá do Bembé do Mercado de Santo Amaro.